# Итигути, Масамицу
Масамицу Итигути (яп. 市口 政光 Итигути Масамицу, род. 12 января 1940; префектура Осака, Япония) — японский борец греко-римского стиля, чемпион Олимпийских игр, чемпион Азиатских игр, чемпион мира.

## Биография
На Летних Олимпийских играх 1960 года в Риме боролся в категории до 57 килограммов (легчайший вес). Выбывание из турнира проходило по мере накопления штрафных баллов. За чистую победу штрафные баллы не начислялись, за победу по очками при любом соотношении голосов начислялся 1 штрафной балл, любое поражение по очкам каралось 3 штрафными баллами, чистое поражение — 4 штрафными баллами. В схватке могла быть зафиксирована ничья, тогда каждому из борцов начислялись 2 штрафных балла. Если борец набирал 6 или более штрафных баллов, он выбывал из турнира.
Титул оспаривали 28 человек. Масамицу Итигути неплохо продвигался по турнирной таблице, после 4 круга занимая вместе с ещё двумя спортсменами, второе место. В пятом круге японский борец потерпел чистое поражение от будущего чемпиона, советского борца Олега Караваева, и выбыл из борьбы за медали, оставшись на 7 месте.
| Круг | Соперник             | Страна                                    | Результат | Основание                  | Время схватки |
| ---- | -------------------- | ----------------------------------------- | --------- | -------------------------- | ------------- |
| 1    | Ларри Лачль          | Соединённые Штаты Америки                 | Победа    | Туше (0 штрафных баллов)   | 11:39         |
| 2    | Камель Али Эль-Сайед | Объединённая Арабская Республика          | Победа    | По очкам (1 штрафной балл) | -             |
| 3    | Бернард Книттер      | Польша                                    | Ничья     | 2 штрафных балла           | -             |
| 4    | Яшар Йилмаз          | Турция                                    | Победа    | По очкам (1 штрафной балл) | -             |
| 5    | Олег Караваев        | Союз Советских Социалистических Республик | Поражение | Туше (4 штрафных баллов)   | -             |

В 1962 году завоевал звания чемпиона мира и чемпиона Азиатских игр.
На Летних Олимпийских играх 1964 года в Токио боролся в категории до 57 килограммов (легчайший вес). Регламент турнира остался прежним. Титул оспаривали 18 человек. Масамицу Итигути уверенно победил во всех схватках, и по результатам подсчёта штрафных баллов, стал чемпионом олимпийских игр.
| Круг  | Соперник        | Страна       | Результат | Основание                  | Время схватки |
| ----- | --------------- | ------------ | --------- | -------------------------- | ------------- |
| 1     | Нур Улла Нур    | Афганистан   | Победа    | Туше (0 штрафных баллов)   | 9:56          |
| 2     | Фритц Станге    | Германия     | Победа    | По очкам (1 штрафной балл) | -             |
| 3     | Янош Варга      | Венгрия      | Победа    | По очкам (1 штрафной балл) | -             |
| 4     | Цвятко Пашкулев | Болгария     | Победа    | По очкам (1 штрафной балл) | -             |
| Финал | Иржи Швец       | Чехословакия | Победа    | По очкам (1 штрафной балл) | -             |